# Mordellistena subfuscus
Mordellistena subfuscus es una especie de coleóptero perteneciente a la familia Mordellidae. Fue descrita científicamente por Liljeblad en 1945.

## Distribución
Esta especie se encuentra en Estados Unidos.